# Muttergottes in der Not

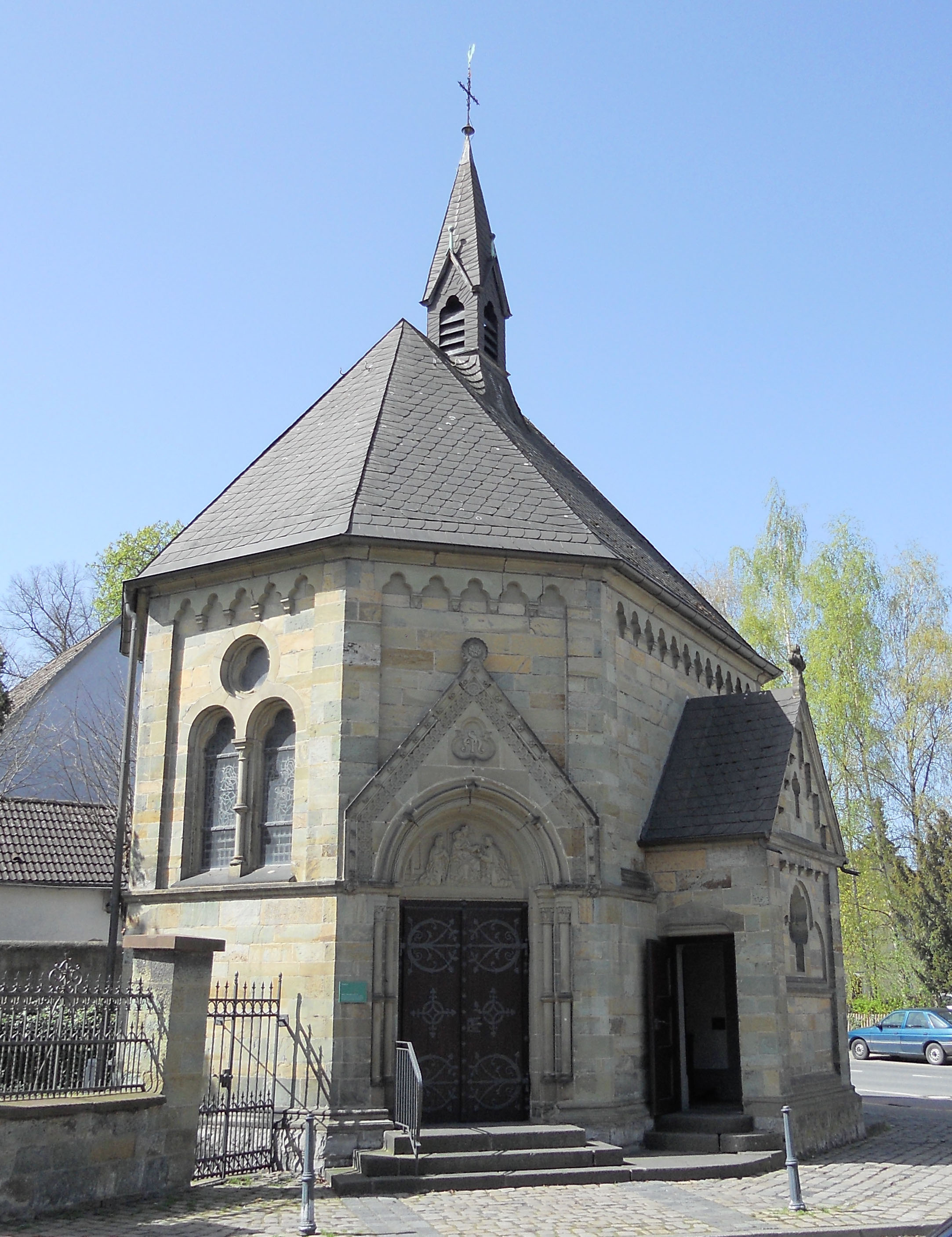
Muttergottes in der Not.

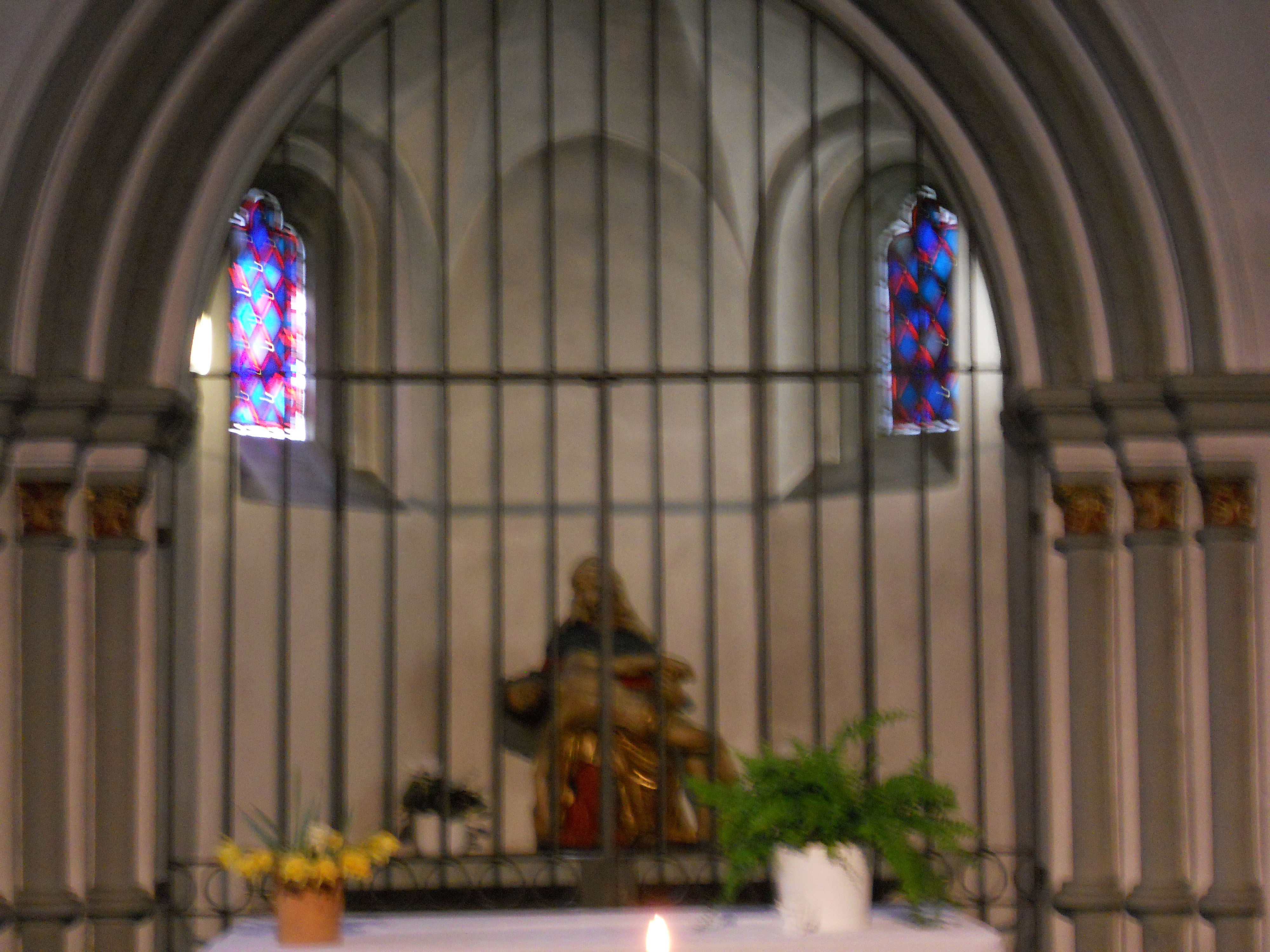
Pieta in der Muttergottes in der Not

Muttergottes in der Not ist eine denkmalgeschützte Kapelle in Werl im Kreis Soest (Nordrhein-Westfalen).

## Geschichte und Architektur
Die neugotische Kapelle wurde 1901 unter Leitung des Dombaumeisters Wilhelm Sunder-Plaßmann anstelle eines älteren Baus aus Werler Grünsandstein errichtet. Sie wurde reich gegliedert über einem gestreckten, achteckigen Grundriss gebaut. Sie ist mit einem Dachreiter bekrönt. Im Inneren befindet sich, durch Gitter geschützt, das barocke Vesperbild, entstanden um 1700, das im Volksmund als Muttergottes in der Not bezeichnet wird. Die Figurengruppe ist aus Holz und wurde farbig gefasst. Vor dem Bau der Kapelle wurde die Pietà in dem Bildstock vor der ehemaligen Stadtmauer von in die Stadt einziehenden Wallfahrern verehrt.
Über den Außentüren sind Maria als Himmelskönigin mit dem Jesusknaben, der einen Rosenkranz übergibt, dargestellt.